# La Madeleine-Villefrouin
La Madeleine-Villefrouin est une commune française située dans le département de Loir-et-Cher en région Centre-Val de Loire.
Localisée au centre-nord du département, la commune fait partie de la petite région agricole « la Beauce », une vaste étendue de cultures céréalières, oléagineuses (colza) et protéagineuses (pois, féverolle, lupin), avec également de la betterave sucrière, et de la pomme de terre. Elle est drainée par la Sixtre et par divers petits cours d'eau.
L'occupation des sols est marquée par l'importance des espaces agricoles et naturels qui occupent la quasi-totalité du territoire communal. Un espace naturel d'intérêt est présent sur la commune : un site natura 2000.  En 2010, l'orientation technico-économique de l'agriculture sur la commune est la culture des céréales et des oléoprotéagineux. À l'instar du département qui a vu disparaître le quart de ses exploitations en dix ans, le nombre d'exploitations agricoles a fortement diminué, passant de 71 en 1988, à 6 en 2000, puis à 5 en 2010.
Avec 32 habitants en 2020, la commune est la moins peuplée du Loir-et-Cher.

## Géographie

### Localisation et communes limitrophes
La commune de Madeleine-Villefrouin se trouve au centre-nord du département de Loir-et-Cher, dans la petite région agricole de la Beauce,. À vol d'oiseau, elle se situe à 21,1 km  de Blois, préfecture du département et à 18,3 km de Beauce la Romaine, chef-lieu du canton de la Beauce dont dépend la commune depuis 2015. La commune fait en outre partie du bassin de vie de Mer.
Les communes les plus proches sont : Talcy (3,8 km) , Villexanton (4 km) , Maves (4,1 km) , Roches (4,8 km) , Le Plessis-l'Échelle (5,2 km) , Marchenoir (5,6 km) , Concriers (6 km) , La Chapelle-Saint-Martin-en-Plaine (6,4 km)  et Saint-Léonard-en-Beauce (6,5 km).

### Paysages et relief
Dans le cadre de la Convention européenne du paysage, adoptée le 20 octobre 2000 et entrée en vigueur en France le 1er juillet 2006, un atlas des paysages de Loir-et-Cher a été élaboré en 2010 par le CAUE de Loir-et-Cher, en collaboration avec la DIREN Centre (devenue DREAL en 2011), partenaire financier. Les paysages du département s'organisent ainsi en huit grands ensembles et 25 unités de paysage,. La commune fait partie de l'unité de paysage de « la Beauce ».
La fertile Beauce, qui couvre pas moins de six cent mille hectares, est un vaste plateau, essentiellement consacré aux grandes cultures (céréales, colza, betterave sucrière). En Loir-et-Cher, la Beauce s'avance jusqu'à Blois, bordée au nord par le Loir et au sud par la Loire, couvrant un septième du département. Ses paysages épurés et ouverts sur le ciel contrastent avec les vertes collines Percheronnes au nord et surtout avec les grandes forêts Solognotes au sud.
L'altitude du territoire communal varie de 105 mètres à 128 mètres,.

### Hydrographie

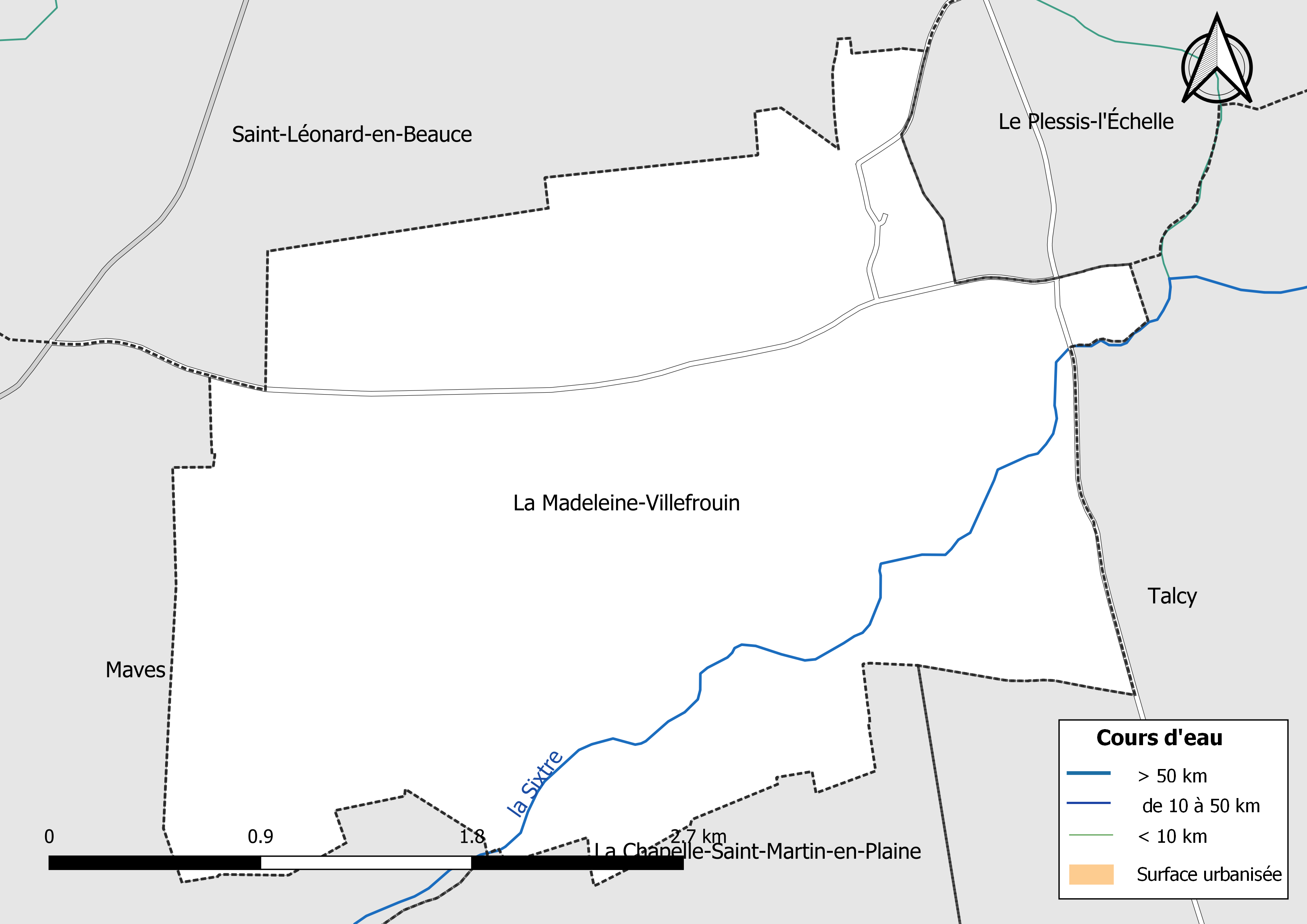
Réseau hydrographique de la Madeleine-Villefrouin.

La commune est drainée par la Sixtre (3,757 km) et par divers petits cours d'eau, constituant un réseau hydrographique de 17,93 km de longueur totale.
La Sixtre traverse la commune du nord-est vers le sud-ouest. D'une longueur totale de 19,6 km, il prend sa source dans la commune de Briou (41) et se jette  dans la Cisse à Conan (41), après avoir traversé 7 communes. 
Sur le plan piscicole, ce cours d'eau est classé en deuxième catégorie, où le peuplement piscicole dominant est constitué de poissons blancs (cyprinidés) et de carnassiers (brochet, sandre et perche).

### Climat
Pour des articles plus généraux, voir Climat du Centre-Val de Loire et Climat de Loir-et-Cher.
En 2010, le climat de la commune est de type climat océanique dégradé des plaines du Centre et du Nord, selon une étude du CNRS s'appuyant sur une série de données couvrant la période 1971-2000. En 2020, Météo-France publie une typologie des climats de la France métropolitaine dans laquelle la commune est exposée à un climat océanique altéré et est dans la région climatique Moyenne vallée de la Loire, caractérisée par une bonne insolation (1 850 h/an) et un été peu pluvieux.
Pour la période 1971-2000, la température annuelle moyenne est de 10,9 °C, avec une amplitude thermique annuelle de 14,9 °C. Le cumul annuel moyen de précipitations est de 646 mm, avec 11 jours de précipitations en janvier et 7,1 jours en juillet. Pour la période 1991-2020, la température moyenne annuelle observée sur la station météorologique de Météo-France la plus proche, sur la commune de Saint-Léonard-en-Beauce à 6 km à vol d'oiseau, est de 11,9 °C et le cumul annuel moyen de précipitations est de 642,2 mm,. Pour l'avenir, les paramètres climatiques de la commune estimés pour 2050 selon différents scénarios d'émission de gaz à effet de serre sont consultables sur un site dédié publié par Météo-France en novembre 2022.

### Milieux naturels et biodiversité

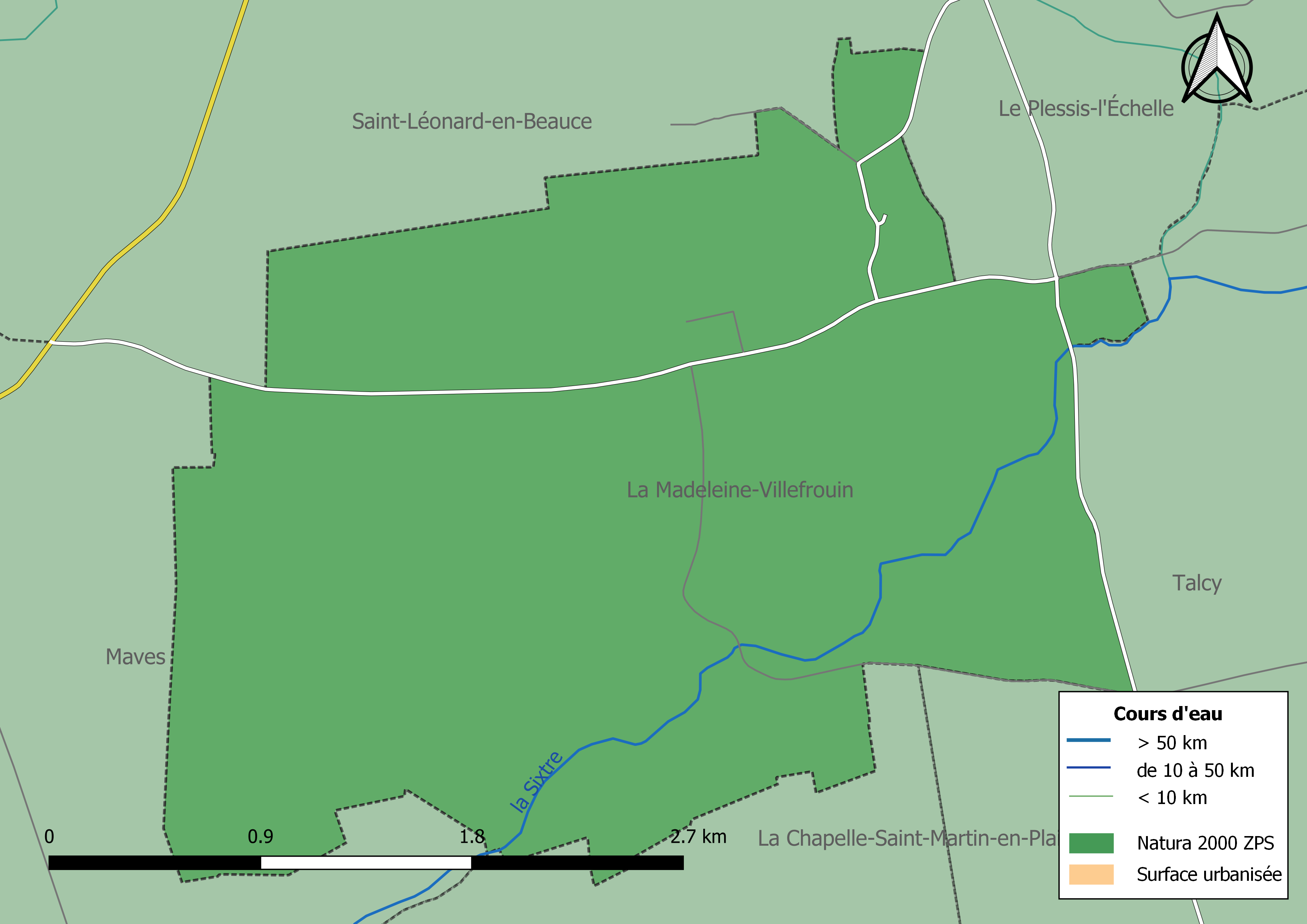
La commune est entièrement incluse dans le site Natura 2000 la « Petite Beauce ».

Le réseau Natura 2000 est un réseau écologique européen de sites naturels d'intérêt écologique élaboré à partir des Directives « Habitats » et « Oiseaux ». Ce réseau est constitué de Zones spéciales de conservation (ZSC) et de Zones de protection spéciale (ZPS). Dans les zones de ce réseau, les États membres s'engagent à maintenir dans un état de conservation favorable les types d'habitats et d'espèces concernés, par le biais de mesures réglementaires, administratives ou contractuelles. L'objectif est de promouvoir une gestion adaptée des habitats tout en tenant compte des exigences économiques, sociales et culturelles, ainsi que des particularités régionales et locales de chaque État membre. Les activités humaines ne sont pas interdites, dès lors que celles-ci ne remettent pas en cause significativement l'état de conservation favorable des habitats et des espèces concernés. Une partie du territoire communal est incluse dans le site Natura 2000 suivants : 
une ZPS, la « Petite Beauce », d'une superficie de 52 565 ha.

## Urbanisme

### Typologie
Au 1er janvier 2024, La Madeleine-Villefrouin est catégorisée commune rurale à habitat très dispersé, selon la nouvelle grille communale de densité à sept niveaux définie par l'Insee en 2022.
Elle est située hors unité urbaine. Par ailleurs la commune fait partie de l'aire d'attraction de Blois, dont elle est une commune de la couronne,. Cette aire, qui regroupe 78 communes, est catégorisée dans les aires de 50 000 à moins de 200 000 habitants,.

### Occupation des sols
L'occupation des sols est marquée par l'importance des espaces agricoles. De la base de données européenne d'occupation biophysique des sols Corine Land Cover établie en 2012, il ressort en effet que 100 % du territoire communal est constitué de terres arables.

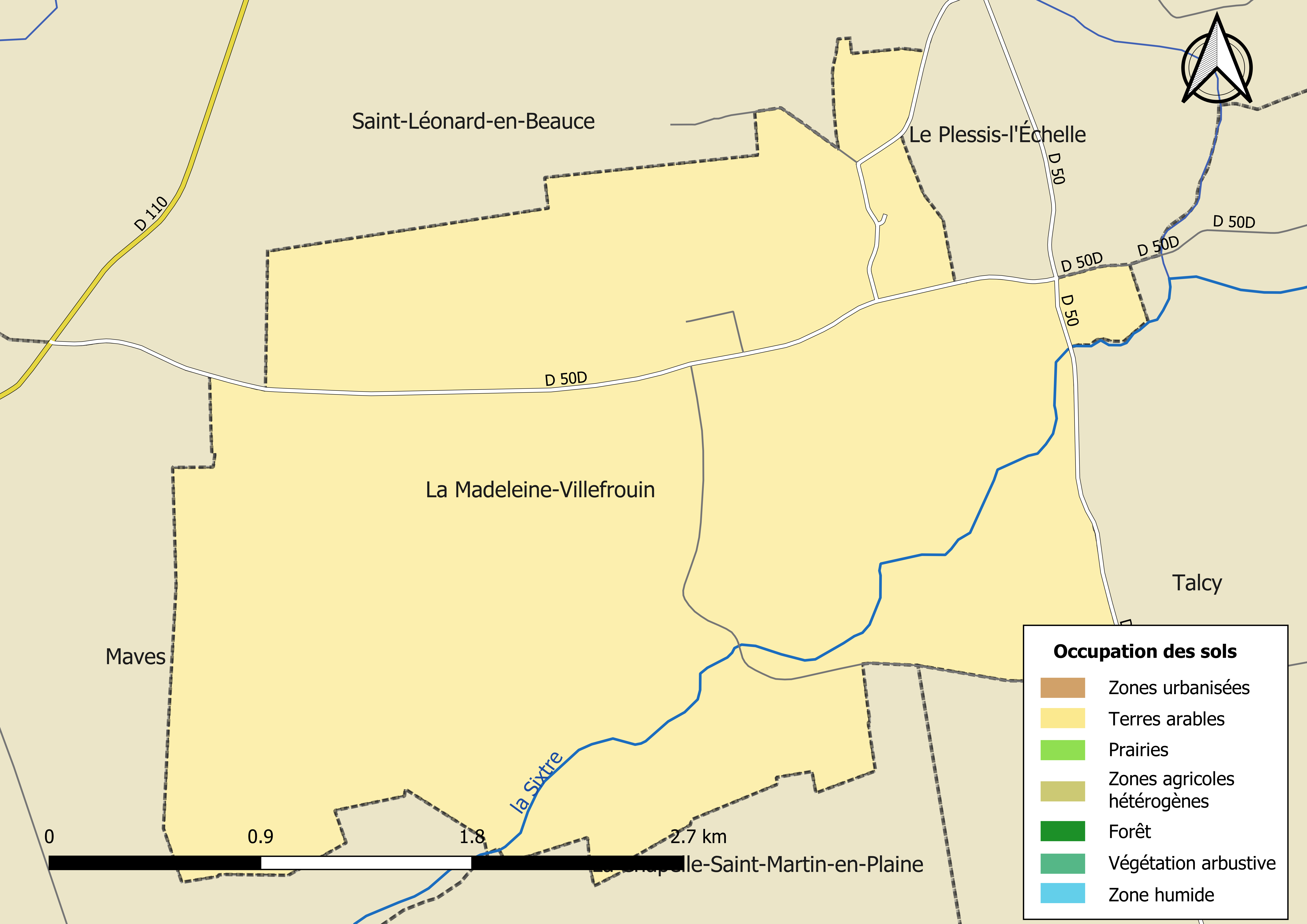
Carte des infrastructures et de l'occupation des sols de la commune en 2018 (CLC).

### Planification
En matière de planification, la commune ne disposait pas en 2017 de document d'urbanisme opérationnel et le règlement national d'urbanisme s'appliquait donc pour la délivrance des permis de construire.

### Habitat et logement
Le tableau ci-dessous présente la typologie des logements à la Madeleine-Villefrouin en 2016 en comparaison avec celle du Loir-et-Cher et de la France entière. Une caractéristique marquante du parc de logements est ainsi une proportion de résidences secondaires et logements occasionnels (18,8 %) supérieure à celle du département (18 %) et à celle de la France entière (9,6 %). Concernant le statut d'occupation de ces logements, 75,0 % des habitants de la commune sont propriétaires de leur logement (91,7 % en 2011), contre 68,1 % pour le Loir-et-Cher et 57,6 pour la France entière.
|                                                         | La Madeleine-Villefrouin | Loir-et-Cher | France entière |
| ------------------------------------------------------- | ------------------------ | ------------ | -------------- |
| Résidences principales (en %)                           | 75,0                     | 74,5         | 82,3           |
| Résidences secondaires et logements occasionnels (en %) | 18,8                     | 18           | 9,6            |
| Logements vacants (en %)                                | 6,3                      | 7,5          | 8,1            |

### Risques majeurs
Le territoire communal de Madeleine-Villefrouin est vulnérable à différents aléas naturels :  climatiques (hiver exceptionnel ou canicule), mouvements de terrains ou sismique (sismicité très faible). 
Il est également exposé à un risque technologique : le risque nucléaire,.

#### Risques naturels
Les mouvements de terrains susceptibles de se produire sur la commune sont liés au retrait-gonflement des argiles. Le phénomène de retrait-gonflement des argiles est la conséquence d'un changement d'humidité des sols argileux. Les argiles sont capables de fixer l'eau disponible mais aussi de la perdre en se rétractant en cas de sécheresse. Ce phénomène peut provoquer des dégâts très importants sur les constructions (fissures, déformations des ouvertures) pouvant rendre inhabitables certains locaux. La carte de zonage de cet aléa peut être consultée sur le site de l'observatoire national des risques naturels Georisques.

#### Risques technologiques
La totalité du territoire de la commune peut être concernée par le risque nucléaire. En cas d'accident grave, certaines installations nucléaires sont susceptibles de rejeter dans l'atmosphère de l'iode radioactif. Or la commune se situe partiellement à l'intérieur du périmètre de 20 km du Plan particulier d'intervention de la centrale nucléaire de Saint-Laurent-des-Eaux. À ce titre les habitants de la commune, comme tous ceux résidant dans le périmètre proche de 20 km de la centrale ont bénéficié, à titre préventif, d'une distribution de comprimés d'iode stable dont l'ingestion avant rejet radioactif permet de pallier les effets sur la thyroïde d'une exposition à de l'iode radioactif. En cas d'incident ou d'accident nucléaire, des consignes de confinement ou d'évacuation peuvent être données et les habitants peuvent être amenés à ingérer, sur ordre du préfet, les comprimés en leur possession,.

## Histoire

### Révolution française et Empire

#### Nouvelle organisation territoriale
Le décret de l'Assemblée nationale du 12 novembre 1789 décrète qu'« il y aura une municipalité dans chaque ville, bourg, paroisse ou communauté de campagne », mais ce n'est qu'avec le décret de la Convention nationale du 10 brumaire an II (31 octobre 1793) que la paroisse de La Madeleine-Villefrouin devient formellement « commune de La Madeleine-Villefrouin »,.
En 1790, dans le cadre de la création des départements, la municipalité est rattachée au canton de Marchenoir et au district de Mer. Les cantons sont supprimés, en tant que découpage administratif, par une loi du 26 juin 1793, et ne conservent qu'un rôle électoral, permettant l'élection des électeurs du second degré chargés de désigner les députés,. La Constitution du 5 fructidor an III, appliquée à partir de vendémiaire an IV (1795) supprime les districts, considérés comme des rouages administratifs liés à la Terreur, mais maintient les cantons qui acquièrent dès lors plus d'importance en retrouvant une fonction administrative. Enfin, sous le Consulat, un redécoupage territorial visant à réduire le nombre de justices de paix ramène le nombre de cantons en Loir-et-Cher de 33 à 24. La Madeleine-Villefrouin est alors rattachée au canton de Marchenoir et à l'Arrondissement de Blois par arrêté du 5 vendémiaire an X (26 septembre 1801),,. Cette organisation va rester inchangée pendant près de 150 ans.

## Politique et administration

### Découpage territorial

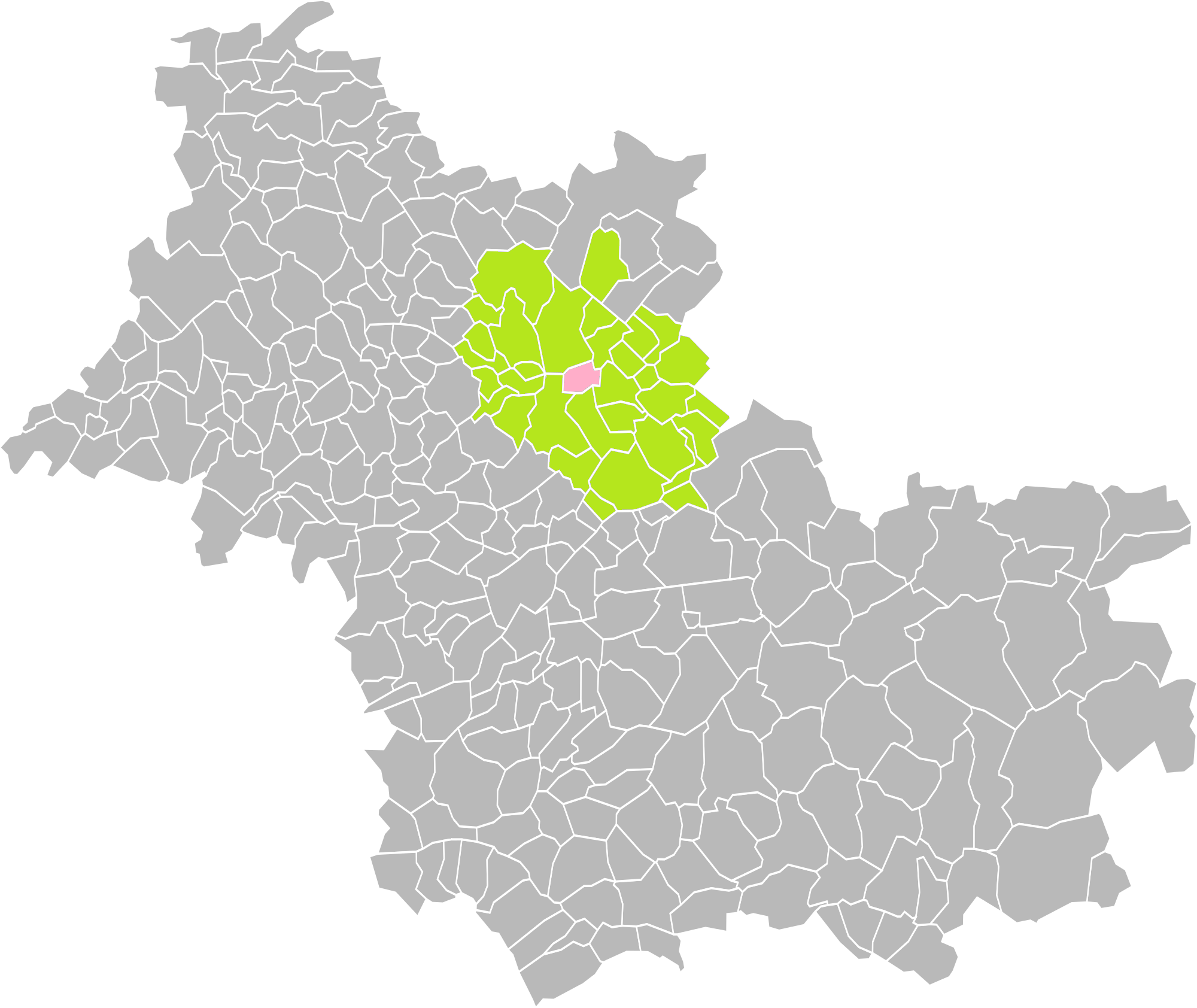
La Madeleine-Villefrouin dans l'intercommunalité en 2016.

La commune de Madeleine-Villefrouin est membre de la communauté de communes Beauce Val de Loire, un établissement public de coopération intercommunale (EPCI) à fiscalité propre créé le 1er janvier 2016.
Elle est rattachée sur le plan administratif à l'arrondissement de Blois, au département de Loir-et-Cher et à la région Centre-Val de Loire, en tant que circonscriptions administratives. Sur le plan électoral, elle est rattachée au canton de la Beauce depuis 2015 pour l'élection des conseillers départementaux et à la Troisième circonscription de Loir-et-Cher pour les élections législatives.

### Politique et administration municipale

#### Conseil municipal et maire
Le conseil municipal de Madeleine-Villefrouin, commune de moins de 1 000 habitants, est élu au scrutin majoritaire plurinominal avec listes ouvertes et panachage. Compte tenu de la population communale, le nombre de sièges au conseil municipal est de 7. Le maire, à la fois agent de l'État et exécutif de la commune en tant que collectivité territoriale, est élu par le conseil municipal au scrutin secret lors de la première réunion du conseil suivant les élections municipales, pour un mandat de six ans, c'est-à-dire pour la durée du mandat du conseil.
| Période                                  | Période  | Identité         | Étiquette | Qualité                           |
| ---------------------------------------- | -------- | ---------------- | --------- | --------------------------------- |
| 1983                                     | 1989     | Henri Daveau     |           | Agriculteur                       |
| 1989                                     | 2008     | Claude Daveau    |           | Agriculteur                       |
| 2008                                     | 2014     | Chantal Nicaise  |           |                                   |
| mars 2014                                | mai 2020 | Michel Heurtault |           | Retraité salarié du secteur privé |
| mai 2020                                 | En cours | Antoine Beck,    |           | Contremaître, agent de maîtrise   |
| Les données manquantes sont à compléter. |          |                  |           |                                   |

## Équipements et services

### Eau et assainissement
L'organisation de la distribution de l'eau potable, de la collecte et du traitement des eaux usées et pluviales relève des communes. La compétence eau et assainissement des communes est un service public industriel et commercial (SPIC).

#### Assainissement des eaux usées
En 2019, la commune de Madeleine-Villefrouin ne dispose pas d'assainissement collectif.
L'assainissement non collectif (ANC) désigne les installations individuelles de traitement des eaux domestiques qui ne sont pas desservies par un réseau public de collecte des eaux usées et qui doivent en conséquence traiter elles-mêmes leurs eaux usées avant de les rejeter dans le milieu naturel. La communauté de communes Beauce Val de Loire assure pour le compte de la commune le service public d'assainissement non collectif (SPANC), qui a pour mission de vérifier la bonne exécution des travaux de réalisation et de réhabilitation, ainsi que le bon fonctionnement et l'entretien des installations.

### Sécurité, justice et secours
La sécurité de la commune est assurée par la brigade de gendarmerie de Marchenoir qui dépend du groupement de gendarmerie départementale de Loir-et-Cher installé à Blois.
En matière de justice, La Madeleine-Villefrouin relève du conseil de prud'hommes de Blois, de la Cour d'appel d'Orléans (juridiction de Blois), de la Cour d'assises de Loir-et-Cher, du tribunal administratif de Blois, du tribunal de commerce de Blois et du tribunal judiciaire de Blois.

## Population et société

### Démographie

#### Évolution démographique
L'évolution du nombre d'habitants est connue à travers les recensements de la population effectués dans la commune depuis 1793. Pour les communes de moins de 10 000 habitants, une enquête de recensement portant sur toute la population est réalisée tous les cinq ans, les populations de référence des années intermédiaires étant quant à elles estimées par interpolation ou extrapolation. Pour la commune, le premier recensement exhaustif entrant dans le cadre du nouveau dispositif a été réalisé en 2006.

En 2022, la commune comptait 32 habitants, en évolution de +6,67 % par rapport à 2016 (Loir-et-Cher : −1,15 %, France hors Mayotte : +2,11 %).
| 1793 | 1800 | 1806 | 1821 | 1831 | 1836 | 1841 | 1846 | 1851 |
| ---- | ---- | ---- | ---- | ---- | ---- | ---- | ---- | ---- |
| 152  | 142  | 157  | 179  | 142  | 145  | 144  | 138  | 148  |

| 1856 | 1861 | 1866 | 1872 | 1876 | 1881 | 1886 | 1891 | 1896 |
| ---- | ---- | ---- | ---- | ---- | ---- | ---- | ---- | ---- |
| 135  | 129  | 100  | 92   | 90   | 97   | 102  | 83   | 87   |

| 1901 | 1906 | 1911 | 1921 | 1926 | 1931 | 1936 | 1946 | 1954 |
| ---- | ---- | ---- | ---- | ---- | ---- | ---- | ---- | ---- |
| 74   | 82   | 89   | 85   | 93   | 90   | 94   | 85   | 76   |

| 1962 | 1968 | 1975 | 1982 | 1990 | 1999 | 2006 | 2011 | 2016 |
| ---- | ---- | ---- | ---- | ---- | ---- | ---- | ---- | ---- |
| 59   | 41   | 33   | 36   | 36   | 28   | 25   | 28   | 30   |

| 2021 | 2022 | - | - | - | - | - | - | - |
| ---- | ---- | - | - | - | - | - | - | - |
| 32   | 32   | - | - | - | - | - | - | - |

#### Pyramide des âges
La population de la commune est relativement jeune.
En 2018, le taux de personnes d'un âge inférieur à 30 ans s'élève à 36,7 %, soit au-dessus de la moyenne départementale (31,3 %). À l'inverse, le taux de personnes d'âge supérieur à 60 ans est de 23,3 % la même année, alors qu'il est de 31,6 % au niveau départemental.
En 2018, la commune comptait 17 hommes pour 14 femmes, soit un taux de 54,84 % d'hommes, largement supérieur au taux départemental (48,55 %).
Les pyramides des âges de la commune et du département s'établissent comme suit.
| Hommes | Classe d’âge | Femmes |
| ------ | ------------ | ------ |
| 0,0    | 90 ou +      | 0,0    |
| 0,0    | 75-89 ans    | 0,0    |
| 25,0   | 60-74 ans    | 21,4   |
| 6,2    | 45-59 ans    | 14,3   |
| 31,3   | 30-44 ans    | 28,6   |
| 18,8   | 15-29 ans    | 21,4   |
| 18,8   | 0-14 ans     | 14,3   |

| Hommes | Classe d’âge | Femmes |
| ------ | ------------ | ------ |
| 1,1    | 90 ou +      | 2,6    |
| 9,2    | 75-89 ans    | 11,9   |
| 19,7   | 60-74 ans    | 20,4   |
| 20,7   | 45-59 ans    | 20     |
| 16,5   | 30-44 ans    | 16,2   |
| 15,2   | 15-29 ans    | 13,2   |
| 17,6   | 0-14 ans     | 15,7   |

## Économie

### Secteurs d'activité
Le tableau ci-dessous détaille le nombre d'entreprises implantées à la Madeleine-Villefrouin selon leur secteur d'activité et le nombre de leurs salariés :
|                                                              | total | % com (% dep) | 0 salarié | 1 à 9 salarié(s) | 10 à 19 salariés | 20 à 49 salariés | 50 salariés ou plus |
| ------------------------------------------------------------ | ----- | ------------- | --------- | ---------------- | ---------------- | ---------------- | ------------------- |
| Ensemble                                                     | 10    | 100,0 (100)   | 6         | 4                | 0                | 0                | 0                   |
| Agriculture, sylviculture et pêche                           | 7     | 70,0 (11,8)   | 3         | 4                | 0                | 0                | 0                   |
| Industrie                                                    | 0     | 0,0 (6,5)     | 0         | 0                | 0                | 0                | 0                   |
| Construction                                                 | 1     | 10,0 (10,3)   | 1         | 0                | 0                | 0                | 0                   |
| Commerce, transports, services divers                        | 1     | 10,0 (57,9)   | 1         | 0                | 0                | 0                | 0                   |
| dont commerce et réparation automobile                       | 0     | 0,0 (17,5)    | 0         | 0                | 0                | 0                | 0                   |
| Administration publique, enseignement, santé, action sociale | 1     | 10,0 (13,5)   | 1         | 0                | 0                | 0                | 0                   |
| Champ : ensemble des activités.                              |       |               |           |                  |                  |                  |                     |

Le secteur agricole est important puisqu'il représente 70 % du nombre d'entreprises de la commune (7 sur 10), contre 11,8 % au niveau départemental. 
Sur les 10 entreprises implantées à la Madeleine-Villefrouin en 2016, 6 ne font appel à aucun salarié et 4 comptent 1 à 9 salariés.
Au 1er juillet 2017, la commune est classée en zone de revitalisation rurale (ZRR), un dispositif visant à aider le développement des territoires ruraux principalement à travers des mesures fiscales et sociales. Des mesures spécifiques en faveur du développement économique s'y appliquent également

### Agriculture
En 2010, l'orientation technico-économique de l'agriculture sur la commune est la polyculture et le polyélevage. Le département a perdu près d'un quart de ses exploitations en 10 ans, entre 2000 et 2010 (c'est le département de la région Centre-Val de Loire qui en compte le moins). Cette tendance se retrouve également au niveau de la commune où le nombre d'exploitations est passé de 6 en 1988 à 6 en 2000 puis à 5 en 2010. Parallèlement, la taille de ces exploitations augmente, passant de 161 ha en 1988 à 183 ha en 2010. 
Le tableau ci-dessous présente les principales caractéristiques des exploitations agricoles de Madeleine-Villefrouin, observées sur une période de 22 ans : 
|                                      | 1988                 | 2000                 | 2010                 |
| Dimension économique                 | Dimension économique | Dimension économique | Dimension économique |
| ------------------------------------ | -------------------- | -------------------- | -------------------- |
| Nombre d'exploitations (u)           | 6                    | 6                    | 5                    |
| Travail (UTA)                        | 19                   | 14                   | 8                    |
| Surface agricole utilisée (ha)       | 967                  | 1 212                | 915                  |
| Cultures                             |                      |                      |                      |
| Terres labourables (ha)              | 964                  | 1 191                | 891                  |
| Céréales (ha)                        | 741                  | 846                  | 618                  |
| dont blé tendre (ha)                 | 225                  | 401                  | 138                  |
| dont maïs-grain et maïs-semence (ha) | 117                  | 159                  | 116                  |
| Tournesol (ha)                       | 170                  | s                    | s                    |
| Colza et navette (ha)                | s                    | 132                  | 185                  |
| Élevage                              |                      |                      |                      |
| Cheptel (UGBTA)                      | 19                   | 41                   | 0                    |

.

## Culture et patrimoine

### Lieux et monuments

Eglise de la Madeleine Villefrouin
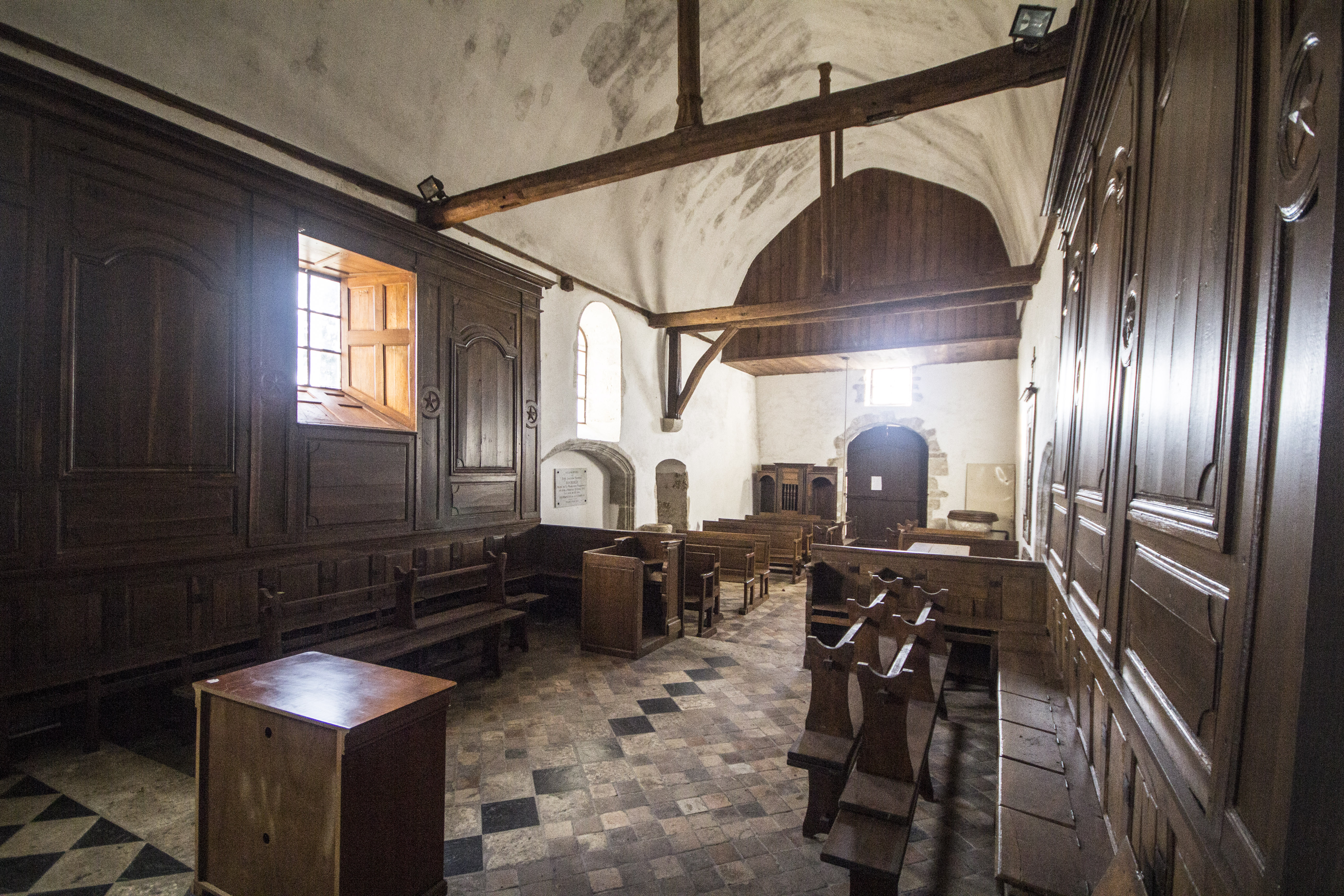
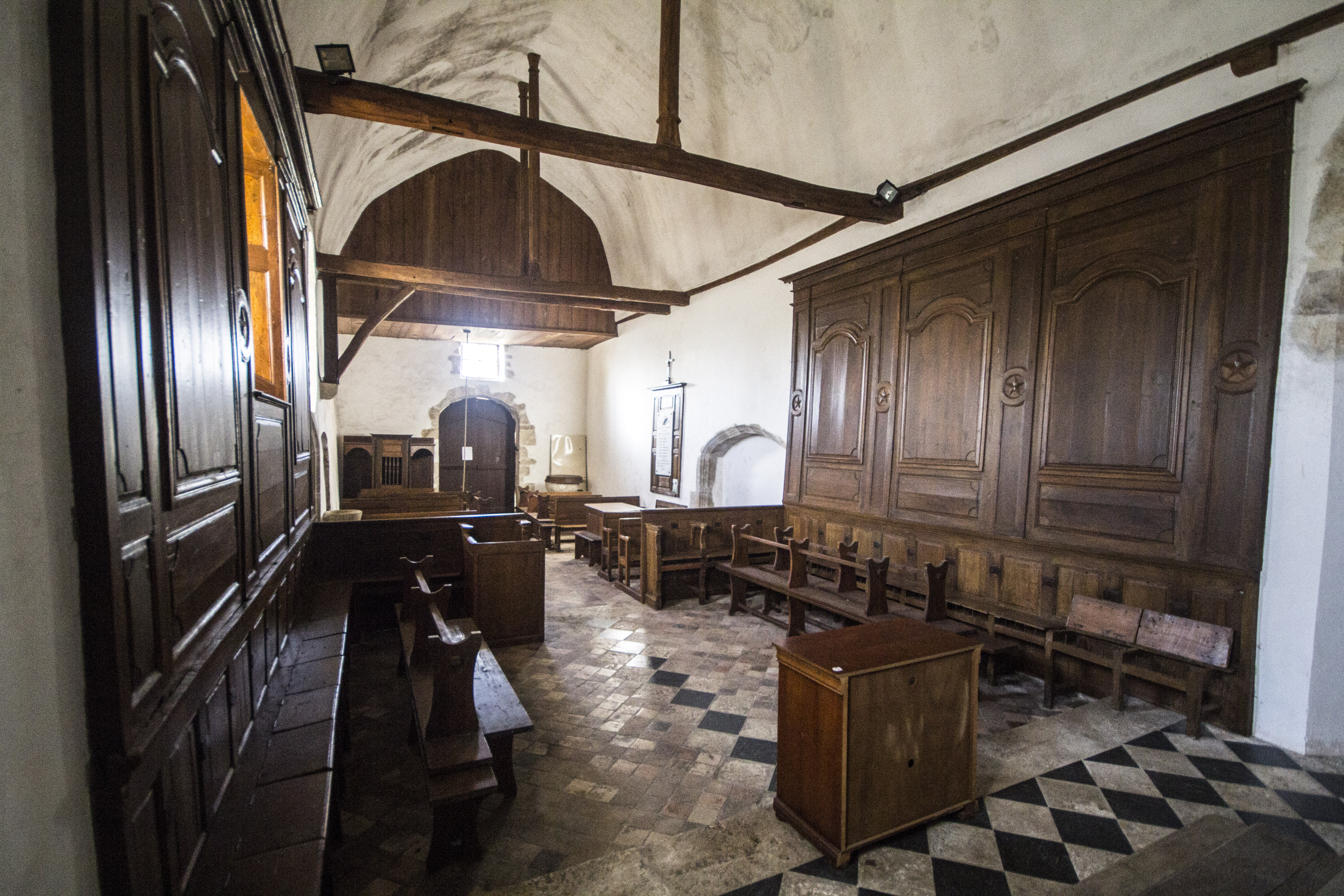
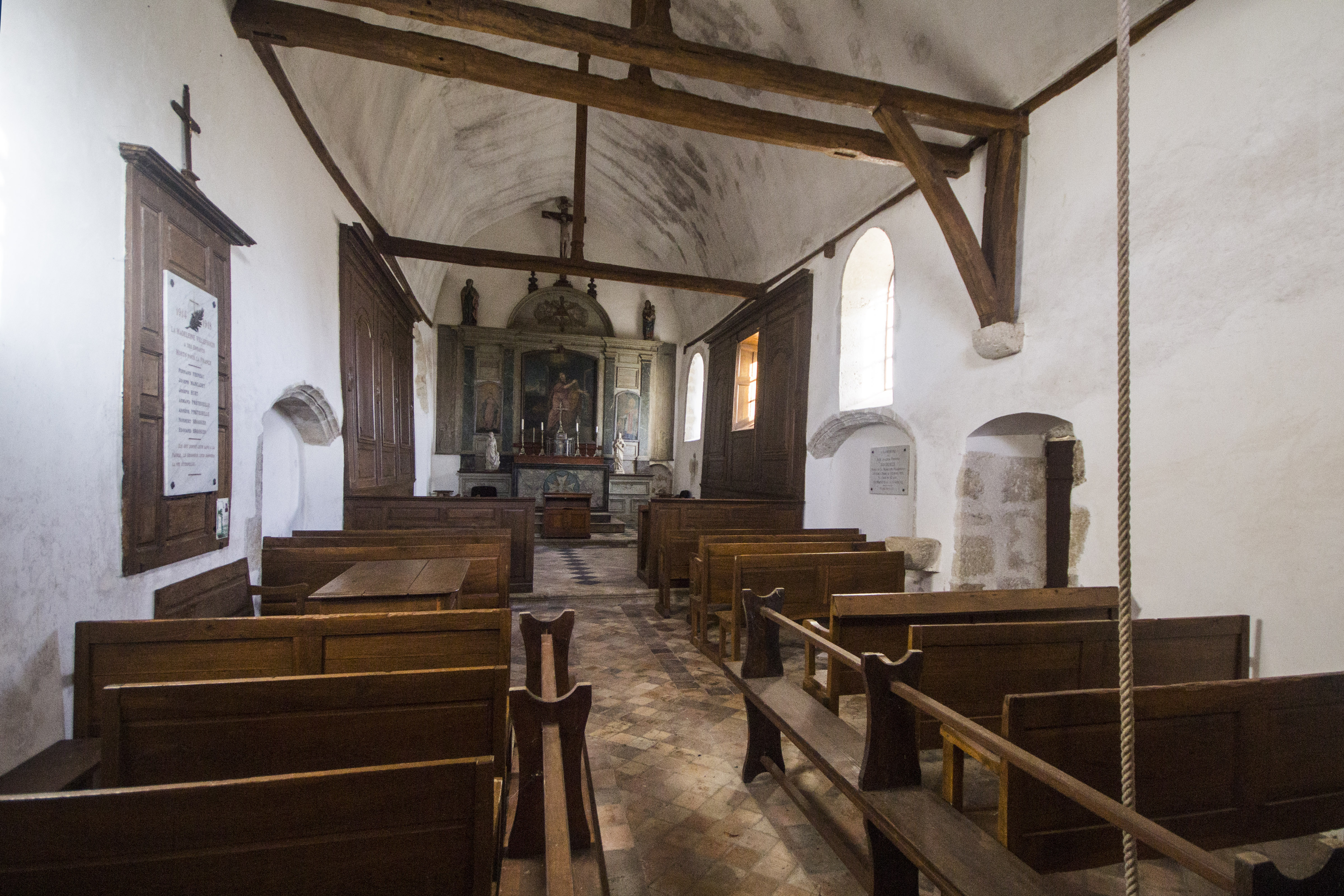
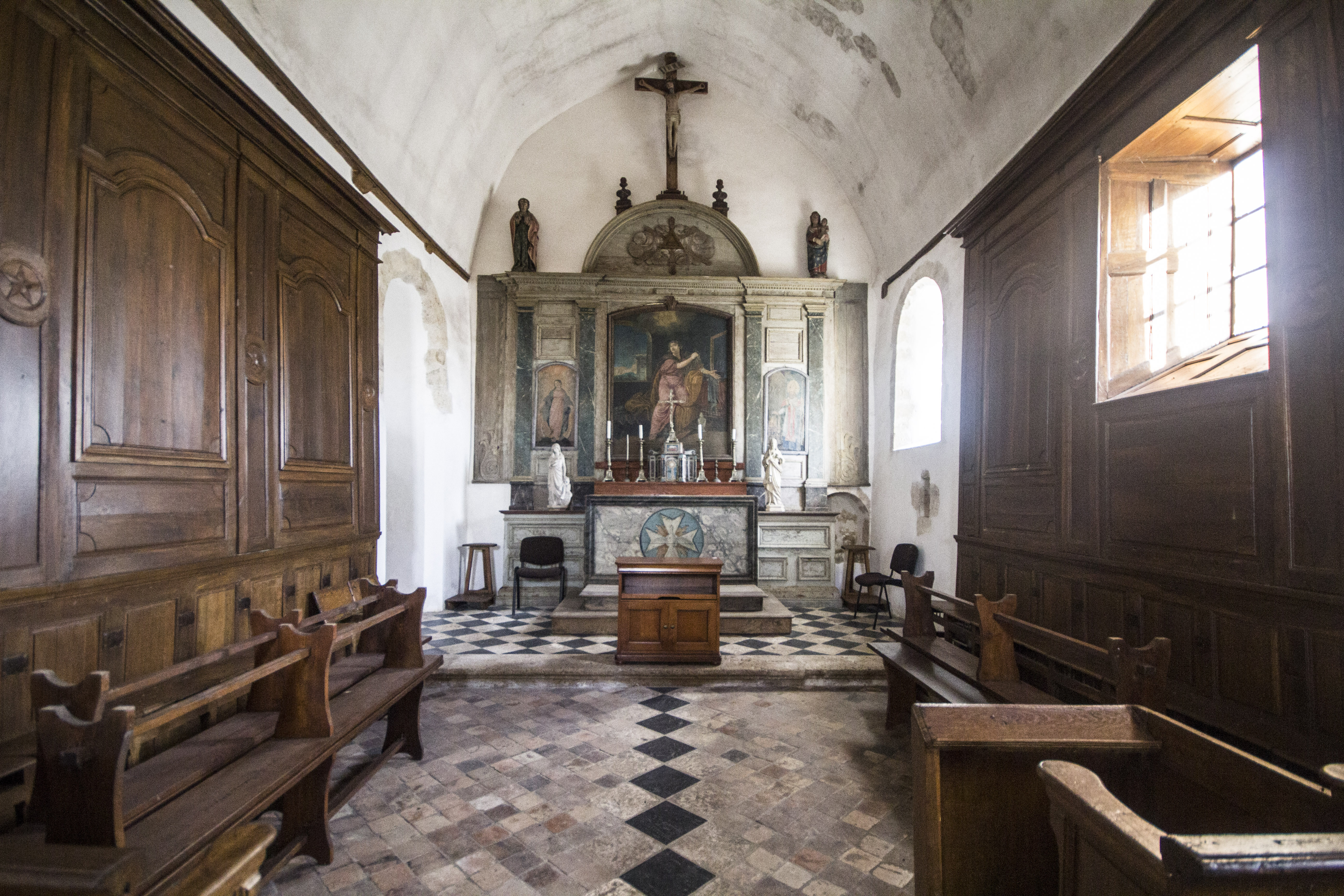
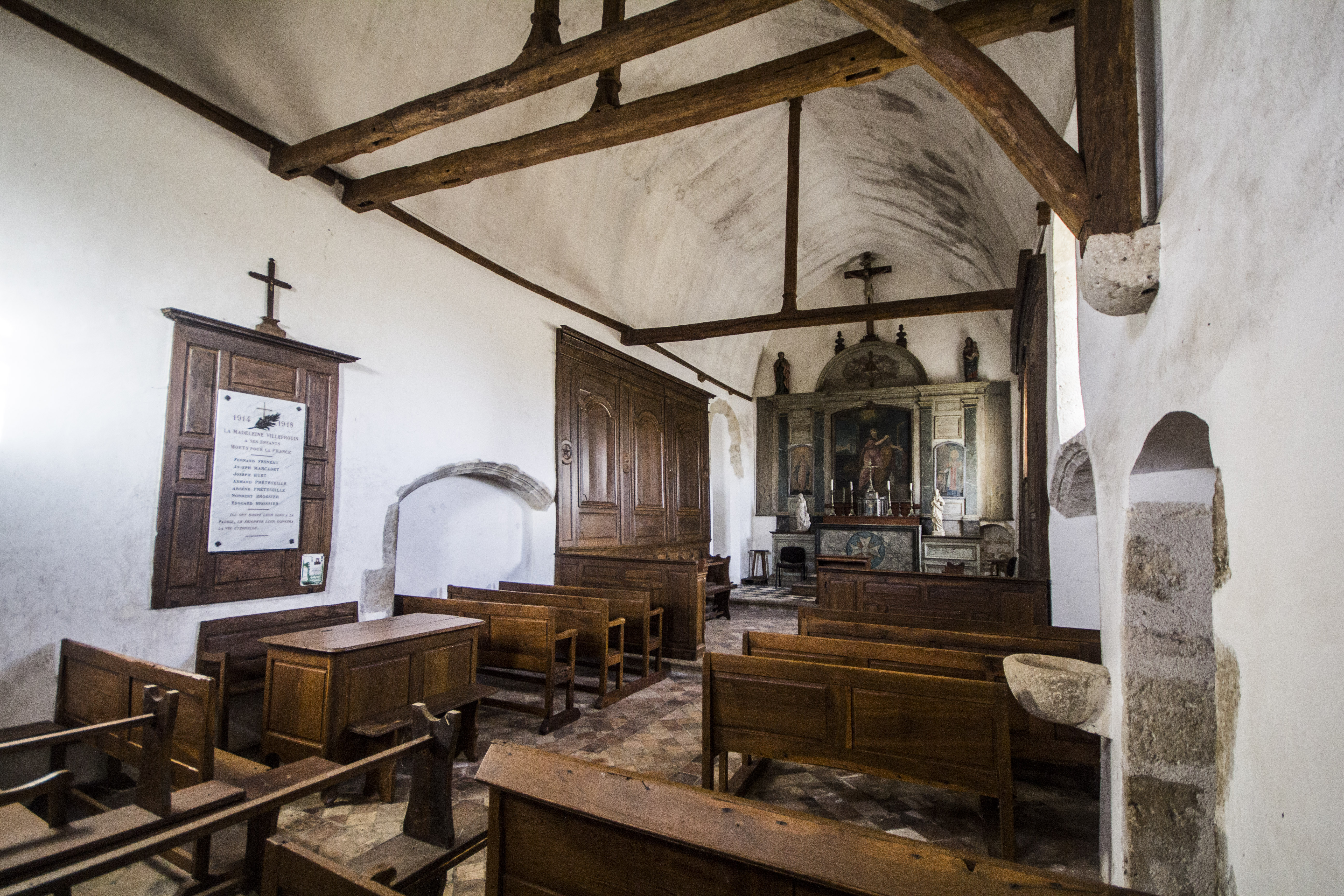
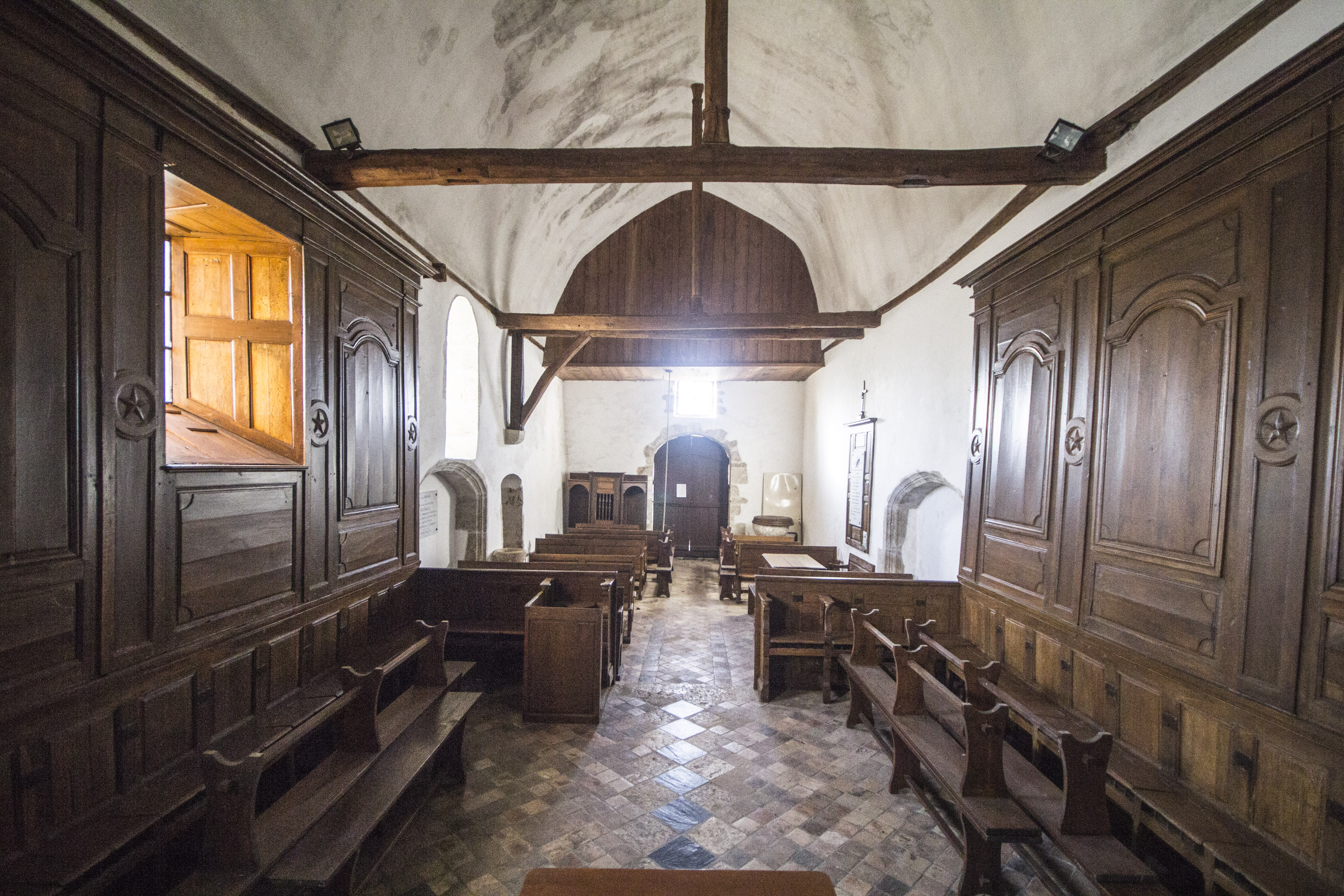
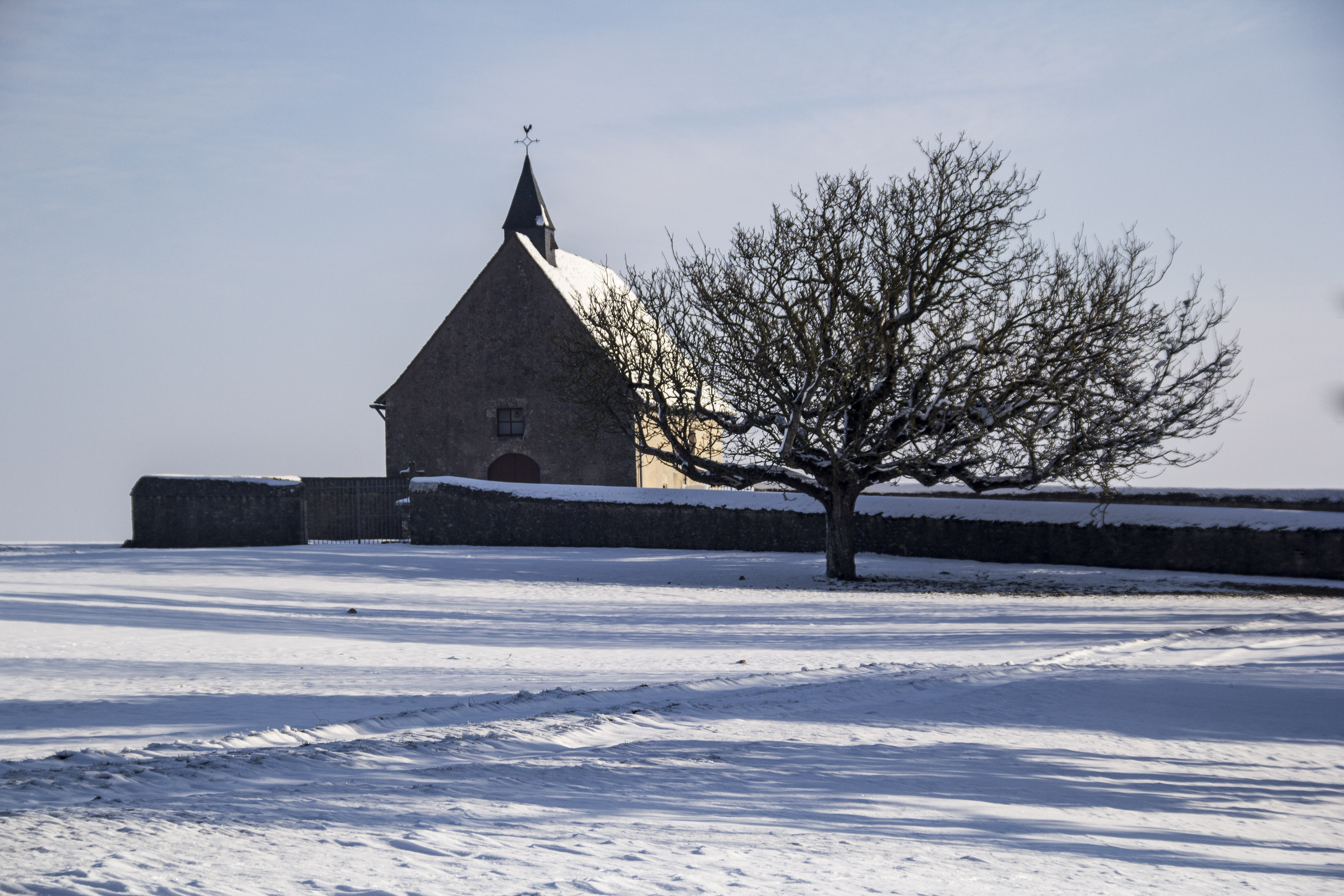

- Fichier:Eglise_de_la_Madeleine_Villefrouin_4.jpg
- Fichier:Eglise_de_la_Madeleine_Villefrouin_6.jpg
- Fichier:Eglise_de_la_Madeleine_Villefrouin_1.jpg
- Fichier:Eglise_de_la_Madeleine_Villefrouin_3.jpg
- Fichier:Eglise_de_la_Madeleine_Villefrouin_2.jpg
- Fichier:Eglise_de_la_Madeleine_Villefrouin_5.jpg
- Fichier:Eglise_de_la_Madeleine_Villefrouin_en_hiver.jpg

Église Sainte-Madeleine, XVIe s.
- Pont de pierre ancien, dit « romain ».

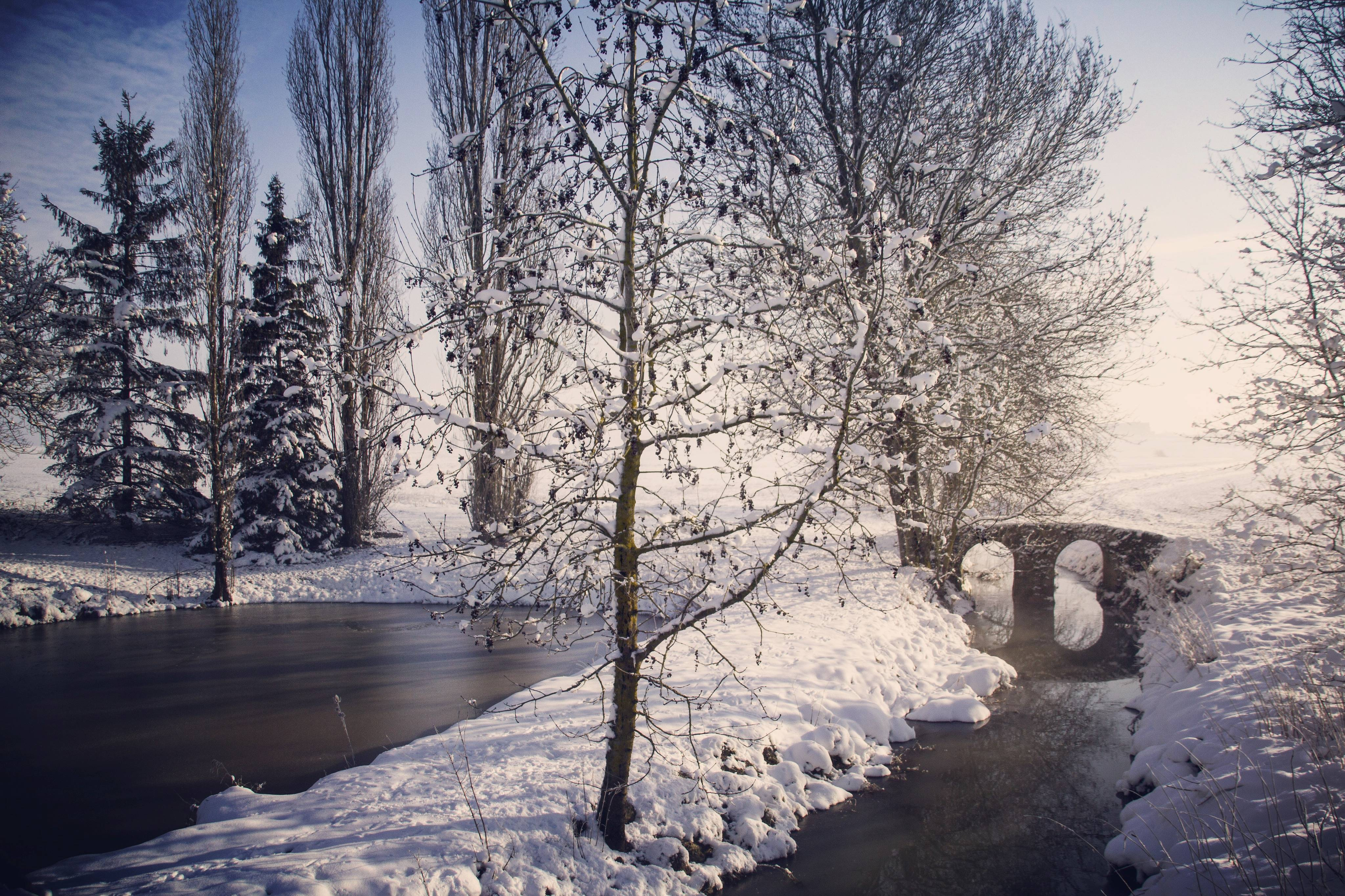
Pont romain de la Madeleine Villefrouin (ancienne route de Blois) durant l'hiver 2017-2018.

## Héraldique
| Blason de La Madeleine-Villefrouin | Blason  | Tiercé en pairle renversé: au 1 de gueules à un vase à onguent d'or, au 2 de sinople à la croix pattée et alésée d'or remplie de gueules, au 3 d'azur à la burelle ondée d'argent abaisée, surmontée d'une gerbe de blé adextrée d'une fleur de lis et senestrée d'une quartefeuille percée du champ, le tout d'or ; au filet en pairle renversé d'argent brochant sur la partition.               |
| Blason de La Madeleine-Villefrouin | Détails | Créé par JF Binon, modifié par E.Callu. Le filet d'argent brochant sur la partition, guère dans les habitude de JF Binon alourdit inutilement le blason. C'est là typiquement le fait d'un "connaisseur" qui pense que la règle de contrariété des couleurs s'applique aussi aux partition, ce qui n'est bien sûr pas le cas. Présent sous sa forme modifié sur site internet de la commune, 2025. |